# Логрес

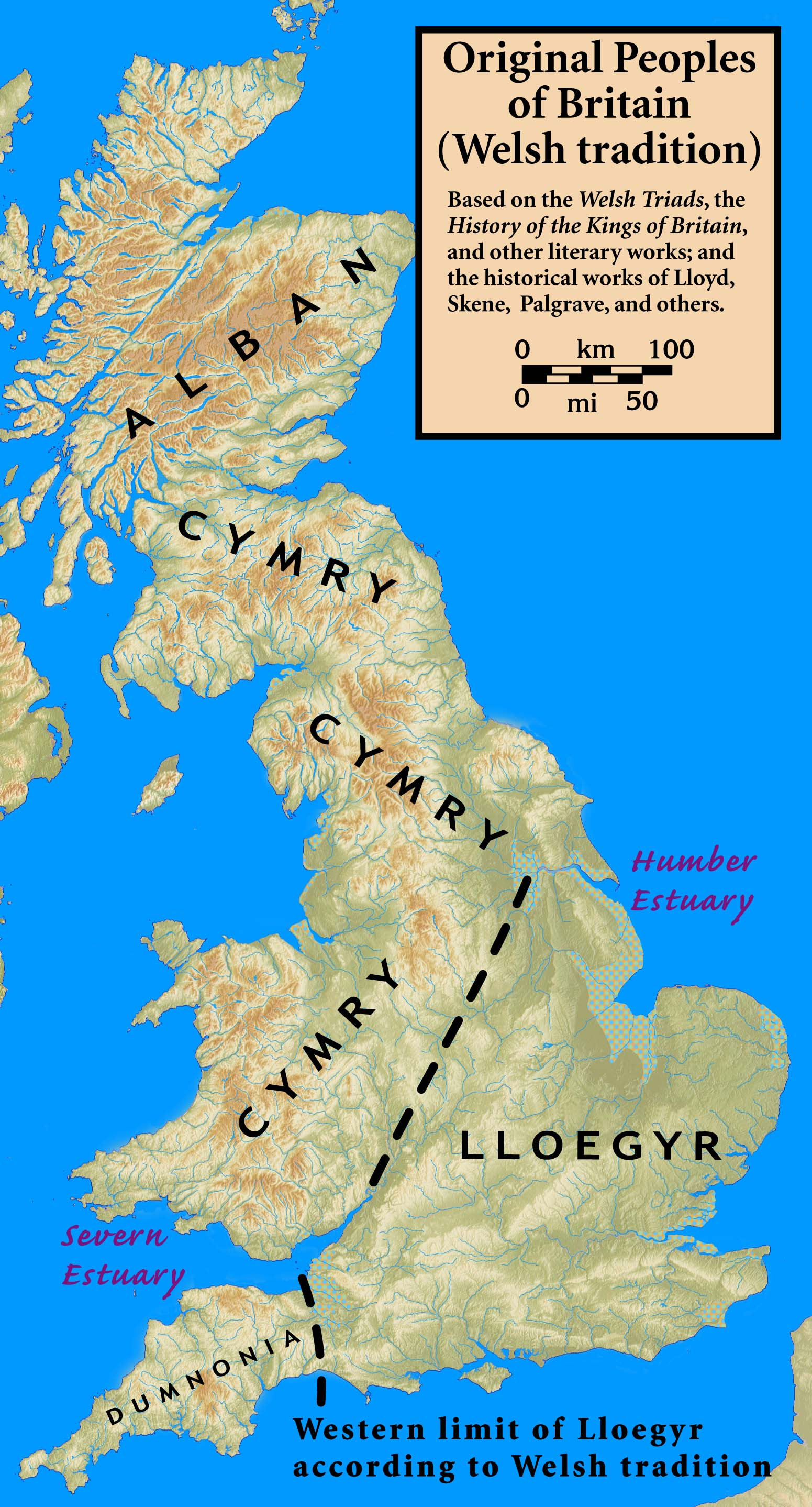
Lloegyr на мапі Великої Британії

Логрес (також Логріс або Лоегрія) — це царство короля Артура в Артуріані. Походить від середньовічного валлійського слова Lloegyr, ім'я невизначеного походження, що означає Англію (Lloegr в сучасній валлійській мові).
У контексті Артура «Логрес» часто використовується для опису Бриттонської області, приблизно відповідної кордонів Англії до області, зайнятої англосаксами. Згідно впливової псевдоісторії Джеффрі з Монмута Historia Regum Britanniae, царство було названо на честь легендарного короля Локріна, старшого сина Брута Троянського. У своїй «Історії» Джеффрі використовує слово «Loegria», щоб описати провінцію, що містить більшу частину Англії, виключаючи Корнуолл і, можливо, Нортумберленд.